# Herzlich Willkommen in Enurmino
Herzlich Willkommen in Enurmino (russisch Добро пожаловать в Энурмино!) ist ein Dokumentarfilm des russischen Filmemachers und Ethnologen Aleksei Wachruschew aus dem Jahr 2008.

## Handlung
Wachruschew begleitete zweieinhalb Monate das Leben der Tschuktschen und Inuit in der kleinen Siedlung Enurmino im äußersten Nordosten Russlands. Der Film zeigt ohne erklärenden Kommentar die Versuche der Dorfbewohner, ihre Kultur und Identität auch in Zukunft zu bewahren. Einer der Protagonisten ist der Intellektuelle Boris Gytgyroсhin, der als Elektriker arbeitet. Er ist überzeugt, dass unter dem Dorf eine heiße Quelle liegt, aus der man Gewächshäuser speisen könne.

## Auszeichnungen
- FF National Geographic Society «All Roads», Los Angeles, 2008 – Preis «Bester Langfilm»
- Russisches Festival des anthropologischen Films, Salechard 2008 – Preis «Beste Regie»
- Offenes Dokfestival «Rossija», Ekaterinburg, 2008 – Preis «Beste Kamera», «Jurypreis»
- Internationales Filmfestival «Arktika», Moskau, 2010 – Preis «Beste Regie»
- Internationales Filmfestival Nil, Kairo, 2008 – Grand Prix
- Santa Fe Film Festival 2008 – «Bester Film über ein indigenes Volk»
- Internationales Menschenrechtsfilmfestival «Stalker», Moskau, 2008 – «Preis der UN-Vertretung in Russland»
- Offenes Dokfestival «Fenster nach Russland – XXI Jh.», Moskau, 2008
- Internationales Filmfestival «Artdokfest», Moskau, 2008
- Shortlist «Bester TV-Langfilm 2008» und «Bester Toningenieur» des nationalen Dokfilm-Preises «Goldener Lorbeer»
- Internationales Filmfestival «Flahertiana», Perm, 2008